# Spadochronowe Mistrzostwa Śląska 2007
Spadochronowe Mistrzostwa Śląska 2007 – odbyły się 26–27 czerwca 2007 na lotnisku Gliwice. Gospodarzem Mistrzostw był Aeroklub Gliwicki, a organizatorem Sekcja Spadochronowa Aeroklubu Gliwickiego. Patronat nad Mistrzostwami sprawował VII Oddział Związku Polskich Spadochroniarzy w Katowicach. Do dyspozycji skoczków był samolot An-2P SP-AOI. Skoki wykonywano z wysokości 1000 m i opóźnieniem 0–5 sekund. Spadochronowym Mistrzom Śląska 2007 nagrody wręczał i składał gratulacje Leszek Wlazło Prezes Zarządu Aeroklubu Gliwickiego i Marian Brytan Prezes VII Oddziału ZPS w Katowicach.

## Rozegrane kategorie
Mistrzostwa rozegrano w trzech kategoriach celności lądowania:
- Indywidualnie spadochronów klasycznych, 5 skoków
- Indywidualnie spadochronów szybkich
- Indywidualnie spadochronów szkolnych
- Drużynowo spadochronów klasycznych.

## Kierownictwo Mistrzostw
- Sędzia Główny: Ryszard Koczorowski
- Kierownik Sportowy: Jan Isielenis.

Źródło: 

## Medaliści
Medalistów Spadochronowych Mistrzostw Śląska 2007 podano za: Jan Isielenis, Archiwum Sekcji Spadochronowej Aeroklubu Gliwickiego, 2007. Brak numerów stron w książce
| Konkurencja                         | Złoto                 | Srebro            | Brąz                  |
| Indywidualnie spadochrony klasyczne | Stanisław Brewczyński | Piotr Potępa      | Irena Paczek–Krawczak |
| Indywidualnie spadochrony szybkie   | Marcin Wilk           | Jan Isielenis     | Stanisław Brewczyński |
| Indywidualnie spadochrony szkolne   | Grzegorz Włodarczyk   | Katarzyna Terech  | Kinga Psiuk           |
| Drużynowo spadochrony klasyczne     | Aeroklub Kielecki     | Aeroklub Gliwicki | Opole–Katowice        |

## Wyniki
Wyniki Spadochronowych Mistrzostw Śląska 2007 podano za: Jan Isielenis, Archiwum Sekcji Spadochronowej Aeroklubu Gliwickiego, 2007. Brak numerów stron w książce
W Mistrzostwach brało udział 36 zawodników  Polska.

### Klasyfikacja indywidualna (celność lądowania – spadochronyklasyczne)
| Miejsce | Imię i nazwisko       | Skok 1      | Skok 2      | Skok 3      | Skok 4      | Skok 5      | Nota łączna | Drużyna           |
| 1.      | Stanisław Brewczyński | 0,04 m      | 0,02 m      | 0,01 m      | 0,01 m      | 0,01 m      | 0,09 m      | Aeroklub Kielecki |
| 2.      | Piotr Potępa          | 0,13 m      | 0,02 m      | 0,09 m      | 0,55 m      | 0,03 m      | 0,82 m      | Aeroklub Kielecki |
| 3.      | Irena Paczek–Krawczak | 1,00 m      | 0,03 m      | 0,03 m      | 0,09 m      | 0,09 m      | 1,24 m      | Aeroklub Gliwicki |
| 4.      | Jan Isielenis         | brak danych | brak danych | brak danych | brak danych | brak danych | 1,26 m      | Aeroklub Gliwicki |
| 5.      | Przemysław Nocoń      | brak danych | brak danych | brak danych | brak danych | brak danych | 1,32 m      | Aeroklub Opolski  |
| 6.      | Paweł Boksa           | brak danych | brak danych | brak danych | brak danych | brak danych | 3,18 m      | Aeroklub Kielecki |
| 7.      | Danuta Polewska       | brak danych | brak danych | brak danych | brak danych | brak danych | 4,08 m      | Aeroklub Gliwicki |
| 8.      | Krzysztof Gołda       | brak danych | brak danych | brak danych | brak danych | brak danych | 5,00 m      | Aeroklub Śląski   |

### Klasyfikacja indywidualna (celność lądowania – spadochronyszybkie)
| Miejsce | Imię i nazwisko       | Noty     | Drużyna           |
| 1.      | Marcin Wilk           | 0,00 m   | Aeroklub Gliwicki |
| 2.      | Jan Isielenis         | 2,00 m   | Aeroklub Gliwicki |
| 3.      | Stanisław Brewczyński | 5,00 m   | Aeroklub Kielecki |
| 4.      | Ziemowit Nowak        | 5,00 m   | Aeroklub Gliwicki |
| 5.      | Piotr Łaba            | 10,00 m  | Aeroklub Gliwicki |
| 6.      | Mirosław Zakrzewski   | 15,00 m  | Aeroklub Gliwicki |
| 7.      | Aleksandr Lisiecki    | 20,00 m  | Aeroklub Gliwicki |
| 8.      | Zbigniew Izbicki      | 21,00 m  | Aeroklub Gliwicki |
| 9.      | Irena Paczek-Krawczak | 25,00 m  | Aeroklub Gliwicki |
| 10.     | Piotr Kowal           | 34,00 m  | Aeroklub Gliwicki |
| 11.     | Wojciech Schneider    | 38,00 m  | Aeroklub Gliwicki |
| 12.     | Robert Jabłoński      | 71,00 m  | Aeroklub Gliwicki |
| 13.     | Piotr Budzyna         | 90,00 m  | Aeroklub Gliwicki |
| 14.     | Iwona Majewska        | 204,00 m | Aeroklub Gliwicki |
| 15.     | Krzysztof Szawerna    | 211,00 m | Aeroklub Gliwicki |
| 16.     | Emanuela Paczulla     | 300,00 m | Aeroklub Gliwicki |
| 17.     | Ewa Kruss             | 310,00 m | Aeroklub Gliwicki |

### Klasyfikacja indywidualna (celność lądowania – spadochronyszkolne)

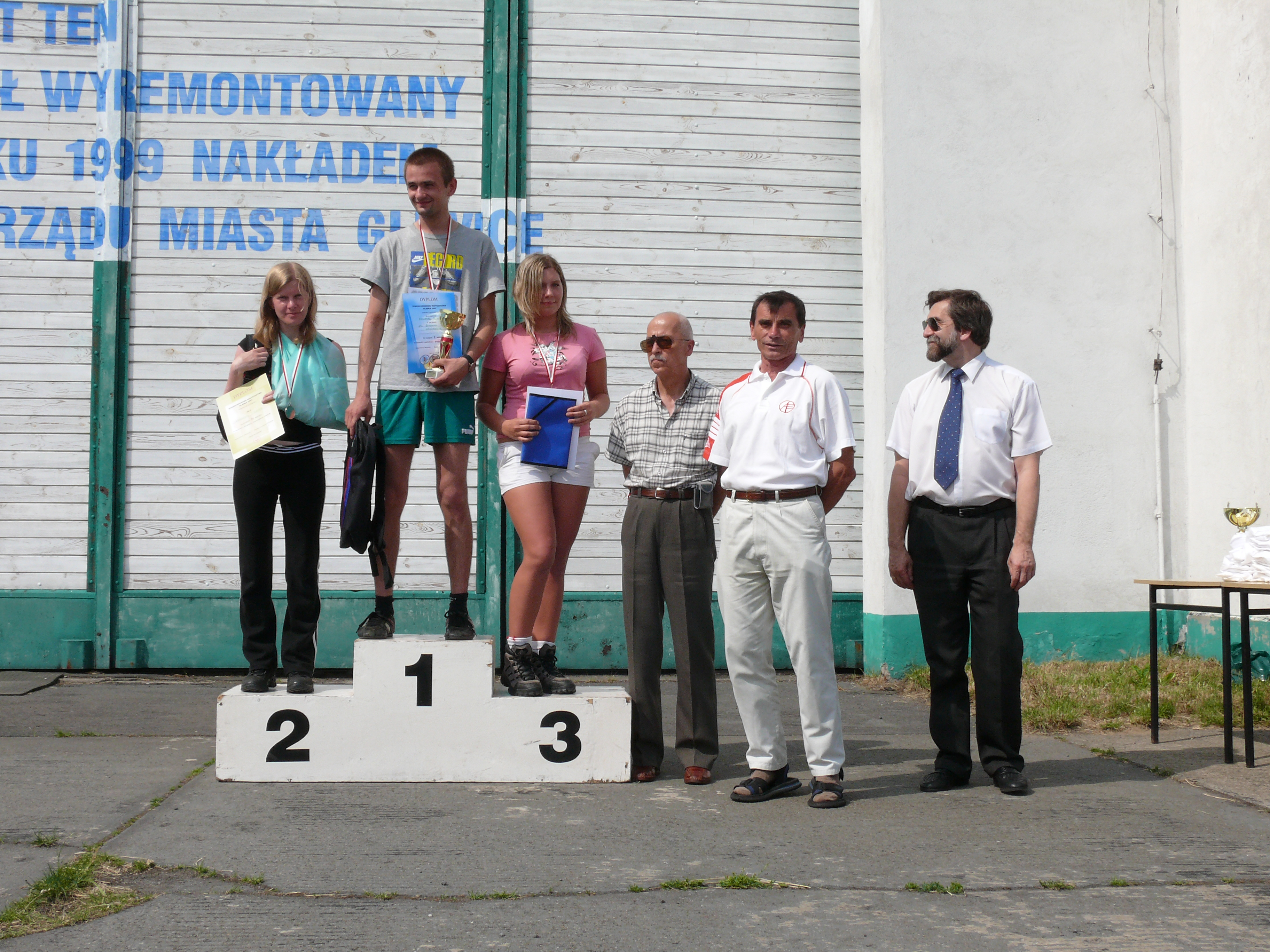
Zwycięzcy w konkurencji spadochronów szkolnych – Spadochronowe Mistrzostwa Śląska 2007 (maj 2007)

| Miejsce | Imię i nazwisko     | Noty     | Drużyna           |
| 1.      | Grzegorz Włodarczyk | 14,00 m  | Aeroklub Gliwicki |
| 2.      | Katarzyna Terech    | 31,00 m  | Aeroklub Gliwicki |
| 3.      | Kinga Psiuk         | 54,00 m  | Aeroklub Gliwicki |
| 4.      | Piotr Rożek         | 78,00 m  | Aeroklub Gliwicki |
| 5.      | Robert Karwaciński  | 93,00 m  | Aeroklub Gliwicki |
| 6.      | Piotr Bieżunski     | 113,00 m | Aeroklub Gliwicki |
| 7.      | Adrian Lesiak       | 120,00 m | Aeroklub Gliwicki |
| 8.      | Tomasz Laskowski    | 211,00 m | Aeroklub Gliwicki |
| 9.      | Robert Wieczorek    | 232,00 m | Aeroklub Gliwicki |

### Klasyfikacja drużynowa (celność lądowania – spadochronyklasyczne)
| Miejsce | Drużyna           | Zawodnicy             | Wynik drużyny |
| ------- | ----------------- | --------------------- | ------------- |
| 1.      | Aeroklub Kielecki | Stanisław Brewczyński | 416 cm        |
| 1.      | Aeroklub Kielecki | Piotr Potępa          | 416 cm        |
| 1.      | Aeroklub Kielecki | Paweł Boksa           | 416 cm        |
| 2.      | Aeroklub Gliwicki | Irena Paczek–Krawczak | 658 cm        |
| 2.      | Aeroklub Gliwicki | Jan Isielenis         | 658 cm        |
| 2.      | Aeroklub Gliwicki | Danuta Polewska       | 658 cm        |
| 3.      | Opole–Katowice    | Przemysław Nocoń      | 1132 cm       |
| 3.      | Opole–Katowice    | Krzysztof Gołda       | 1132 cm       |